# Carex chungii
Espèce
Classification phylogénétique
Carex chungii est une espèce des plantes du genre Carex et de la famille des Cyperaceae.